# Squash Bowels
Squash Bowels – polska grupa muzyczna wykonująca goregrind. Powstała w 1994 roku w Białymstoku.
W 2016 roku grupa została rozwiązana.

## Historia
Grupa powstała w kwietniu 1994 roku w Białymstoku w składzie: Krzysztof "Rogal" Rogucki (perkusja), Leszek "Lechu" Szuszkiewicz (gitara), Artur "Paluch" Grassmann (gitara basowa) oraz "Mariusz" (śpiew). W lipcu tego samego roku grupa zarejestrowała pierwsze demo zatytułowane Furgott. Wydane ponownie na 7" minialbumie wraz z grupą Catasexual Urge Motivation w Niemczech. Wydawnictwo było promowane podczas koncertów m.in. wraz z grupami Ptomaina, Dead Infection oraz Nostradaums. 
W listopadzie 1995 roku grupa zarejestrowała drugie demo zatytułowane Dead?!, później wydane w Japonii na 7" minialbumie zatytułowanym Something Nice. Wkrótce potem z grupy odszedł Szuszkiewicz którego zastąpił gitarzysta "Zbych". W 1996 roku grupa występowała podczas koncertów w Niemczech, Czechach oraz Belgii. Tego samego roku ukazało się trzecie demo grupy zatytułowane International Devastation wydane na płycie CD jako split album wraz z grupą Maligant Tumour. 
Tuż po wydaniu albumu z grupy odszedł wokalista "Mariusz", którego rolę przejął grający również na gitarze "Zbych". W 1997 roku z grupy odszedł "Rogal", zastąpił go znany z grupy muzycznej Hermh perkusista Marek "Mark Olo" Oleksicki. W nowym składzie grupa występowała w Europie, zrealizowała również dwa split albumy wraz z grupami Birdflesh i Disgorge wydane w 1998 i 1999 roku. Rok później grupa nagrała swój debiutancki album zatytułowany Tnyribal. Niedługo potem z grupy odszedł "Zbych", natomiast Grassmann przeprowadził się do Belgii, mimo to pozostając nadal członkiem grupy. Nowym gitarzystą został Michał "Mały" Ochociński. 
W nowym składzie grupa wystąpiła na Obscene Extreme Festival 2000 oraz odbyła trasę koncertową wraz z Genocide SS. Tuż po niej lider grupy Artur "Paluch" Grassmann zaprosił do współpracy barci - perkusistę Radosława pseud. "Psychoradek" i gitarzystę Roberta pseud. "Pierścień" Pierścińskich, z którymi w składzie nagrał drugi album zatytułowany The Mass Rotting - The Mass Sickening. W ponownie zmienionym składzie zespół wystąpił na Obscene Extreme Festival 2002 oraz odbył trasę koncertową wraz ze słowackim Abortion. W 2003 roku została nagrana trzeci płyta grupy zatytułowana No Mercy. Album został wydany 10 marca 2004 roku nakładem Obscene Productions. Przed trasą promująca wydawnictwo z zespołu odszedł Robert "Pierścień" Pierściński, którego zastąpił znany z występów w grupie Damnable gitarzysta Andrzej "Andy" Pakos. 
Z Pakosem w składzie grupa wystąpiła podczas Grind Tour De Pologne 2004, Obscene Extreme Festival 2004 oraz na Grind Invasion Tour Tour 2004. Rok później grupa zarejestrowała swój czwarty album długogrający zatytułowany Love Songs. Również w 2005 roku zespół odbył europejską trasę koncertową No Mercy Days Europe Tour 2005. W lipcu 2006 roku do grupy sesyjnie dołączył Krzysztof "Wizun" Saran zastępując Radosława "Psychoradka" Pierścińskiego, natomiast z początkiem 2007 roku do dołączył Hubert "Lipa" Lipowski, który objął posadę wokalisty. Z końcem roku 2008 Lipowski i Saran opuścili zespół, a Squash Bowels powróciło do trzyosobowego składu z perkusistą Mariuszem "Mariusem" Miernikiem znanym z pierwszego składu Damnable.
22 października 2009 roku ukazał się  piąty album formacji Grindvirus. W Stanach Zjednoczonych płytę wydała wytwórna muzyczna Willowtip Records. W Europie płyta została wydana 10 grudnia tego samego roku nakładem Selfmadegod Records. Nagrania zostały zarejestrowane i zmasterowane pomiędzy majem a czerwcem 2009 roku w białostockim Hertz Studio.

## Dyskografia
| - Tnyribal (1999, Obscene Productions) - The Mass Rotting - The Mass Sickening (2002, Obscene Productions) - No Mercy (2004, Obscene Productions) - Love Songs (2005, Lifestage Productions) - Grindvirus (2009, Willowtip Records) - Grindcoholism (2013, Selfmadegod Records) - Something Nice (1996, Obliteration Records) - Neurons (2006, Apathic View Productions) - Furgott (1994, wydanie własne) - Dead?! (1995, wydanie własne) - International Devastation (1996, wydanie własne) - Love Songs (2005, Apathic View Production) |  | - Squash Bowels / Undinism (1995, Macabre Productions) - Catasexual Urge Motivation / Squash Bowels (1996, Extermination Records) - Eat The Flesh... And Vomica/Dreams Come True..In Death (1997, Obscene Productions) - Grind Your Head (1998, Bizarre Leprous Productions) - Morbid Jesus / Wo-man?! (1999, Fudgeworthy Records) - Veni-Vidi-Spunky (2000, Obscene Production) - Resected Excoriated Cavity/Tested Creatures (2002, Incise To Excise Productions) - Vulture Ritual (2003, Hyenzym Records) - Squash Bowels / Needful Things (2004, Psychotherapy Records) - Squash Bowels vs. Neuropathia (2007, The Dice, Lifestage) - Squash Bowels / Flesh Grinder (2009, Rotten Foetus Records) - For Dead God-International Devastation (2003, Obscene Productions) - 7" Audio Terror (2007, Lifestage Productions) |